# Милошево (Јагодина)
Милошево је насељено место града Јагодине у Поморавском округу. Према попису из 2022. има 771 становника (према попису из 2011. било је 1043 становника).
Стари назив насеља је Домузпоток (Домуспоток). Прича о настанку имена села коју причају мештани, почиње као мање-више сва народна предања: "Био један човек и имао три сина". Тај човек је живео и Пландишту близу Мораве где су поплаве честе. Синови одлуче да се преселе на безбедније место, па један од њих, Радош крене на исток од Мораве и насели се на месту где су данас Радошинци. Други син Милош, на исток и дође на место где је данас Милошево, а трећи "умреја".
Услед промене тока Мораве, око 1928. године је дошло до спора са Радошином, у коме је било и физичких сукоба, нпр. 1938.
Овде се налазе Кућа брвнара у Милошеву, Запис липа у Липару (Милошево), Запис дуд у Виноградима (Милошево), Запис орах код чесме (Милошево), Запис Радосављевића дуд (Милошево), Запис Љубичића орах (Милошево), Запис Ивановића орах (Милошево), Запис Весића орах (Милошево) и Запис липа код цркве (Милошево).

## Демографија
У насељу Милошево живи 1023 пунолетна становника, а просечна старост становништва износи 45,9 година (43,4 код мушкараца и 48,0 код жена). У насељу има 426 домаћинстава, а просечан број чланова по домаћинству је 2,88.
Ово насеље је великим делом насељено Србима (према попису из 2002. године), а у последња три пописа, примећен је пад у броју становника.
|  |

| Демографија | Демографија | Демографија |
| Година      | Становника  | Становника  |
| ----------- | ----------- | ----------- |
| 1948.       | 2.039       |             |
| 1953.       | 2.087       |             |
| 1961.       | 2.091       |             |
| 1971.       | 1.866       |             |
| 1981.       | 1.655       |             |
| 1991.       | 1.427       | 1.296       |
| 2002.       | 1.229       | 1.529       |
| 2011.       | 1.043       |             |
| 2022.       | 771         |             |

| Етнички састав према попису из 2002.‍ | Етнички састав према попису из 2002.‍ | Етнички састав према попису из 2002.‍ | Етнички састав према попису из 2002.‍ | Етнички састав према попису из 2002.‍ |
| ------------------------------------ | ------------------------------------ | ------------------------------------ | ------------------------------------ | ------------------------------------ |
|                                      |                                      |                                      |                                      |                                      |
| Срби                                 | Срби                                 |                                      | 1.200                                | 97,64%                               |
| Румуни                               | Румуни                               |                                      | 29                                   | 2,35%                                |
| непознато                            | непознато                            |                                      | 0                                    | 0,0%                                 |

| Година пописа     | 1948. | 1953. | 1961. | 1971. | 1981. | 1991. | 2002. |
| ----------------- | ----- | ----- | ----- | ----- | ----- | ----- | ----- |
| Број домаћинстава | 471   | 484   | 521   | 508   | 480   | 454   | 426   |

| Број чланова      | 1   | 2   | 3  | 4  | 5  | 6  | 7  | 8 | 9 | 10 и више | Просек |
| ----------------- | --- | --- | -- | -- | -- | -- | -- | - | - | --------- | ------ |
| Број домаћинстава | 113 | 119 | 56 | 52 | 41 | 26 | 12 | 6 | 1 | 0         | 2,88   |

| Пол    | Укупно | Неожењен/Неудата | Ожењен/Удата | Удовац/Удовица | Разведен/Разведена | Непознато |
| ------ | ------ | ---------------- | ------------ | -------------- | ------------------ | --------- |
| Мушки  | 481    | 82               | 355          | 25             | 18                 | 1         |
| Женски | 582    | 67               | 350          | 151            | 11                 | 3         |
| УКУПНО | 1.063  | 149              | 705          | 176            | 29                 | 4         |

| Пол    | Укупно                    | Пољопривреда, лов и шумарство | Рибарство                            | Вађење руде и камена | Прерађивачка индустрија       |
| ------ | ------------------------- | ----------------------------- | ------------------------------------ | -------------------- | ----------------------------- |
| Мушки  | 227                       | 34                            | 0                                    | 5                    | 80                            |
| Женски | 76                        | 25                            | 0                                    | 0                    | 13                            |
| УКУПНО | 303                       | 59                            | 0                                    | 5                    | 93                            |
| Пол    | Производња и снабдевање   | Грађевинарство                | Трговина                             | Хотели и ресторани   | Саобраћај, складиштење и везе |
| Мушки  | 1                         | 15                            | 7                                    | 7                    | 59                            |
| Женски | 0                         | 0                             | 13                                   | 0                    | 3                             |
| УКУПНО | 1                         | 15                            | 20                                   | 7                    | 62                            |
| Пол    | Финансијско посредовање   | Некретнине                    | Државна управа и одбрана             | Образовање           | Здравствени и социјални рад   |
| Мушки  | 0                         | 2                             | 3                                    | 2                    | 0                             |
| Женски | 0                         | 1                             | 0                                    | 7                    | 10                            |
| УКУПНО | 0                         | 3                             | 3                                    | 9                    | 10                            |
| Пол    | Остале услужне активности | Приватна домаћинства          | Екстериторијалне организације и тела | Непознато            | Непознато                     |
| Мушки  | 1                         | 0                             | 0                                    | 11                   | 11                            |
| Женски | 1                         | 0                             | 0                                    | 3                    | 3                             |
| УКУПНО | 2                         | 0                             | 0                                    | 14                   | 14                            |